# Nicky Cook
Nicky Cook est un boxeur anglais né le 13 septembre 1979 à Stepney dans la banlieue de Londres.

## Carrière
Champion d'Europe des super-plumes EBU entre 2004 et 2006, il affronte le 14 juillet 2007 Steven Luevano pour le gain du titre mondial WBO. Il est stoppé au 11e round par l'américain mais obtient une seconde chance l'année suivante en affrontant le nouveau champion de la catégorie, son compatriote Alex Arthur. Le combat se déroule le 6 septembre 2008 à la Manchester Evening News Arena et Cook l'emporte aux points par décision unanime.
Pour sa première défense, il affronte (toujours à Manchester) Román Martínez le 14 mars 2009 mais il est cette fois mis hors de combat par le portoricain au cours de la 4e reprise.